# Brussels Games Festival
 (avril 2021).
La mise en forme du texte ne suit pas les recommandations de Wikipédia : il faut le « wikifier ».
Les points d'amélioration suivants sont les cas les plus fréquents. Le détail des points à revoir est peut-être précisé sur la page de discussion.
- Les titres sont pré-formatés par le logiciel. Ils ne sont ni en capitales, ni en gras.
- Le texte ne doit pas être écrit en capitales (les noms de famille non plus), ni en gras, ni en italique, ni en « petit »…
- Le gras n'est utilisé que pour surligner le titre de l'article dans l'introduction, une seule fois.
- L'italique est rarement utilisé : mots en langue étrangère, titres d'œuvres, noms de bateaux, etc.
- Les citations ne sont pas en italique mais en corps de texte normal. Elles sont entourées par des guillemets français : « et ».
- Les listes à puces sont à éviter, des paragraphes rédigés étant largement préférés. Les tableaux sont à réserver à la présentation de données structurées (résultats, etc.).
- Les appels de note de bas de page (petits chiffres en exposant, introduits par l'outil «  Source ») sont à placer entre la fin de phrase et le point final[comme ça].
- Les liens internes (vers d'autres articles de Wikipédia) sont à choisir avec parcimonie. Créez des liens vers des articles approfondissant le sujet. Les termes génériques sans rapport avec le sujet sont à éviter, ainsi que les répétitions de liens vers un même terme.
- Les liens externes sont à placer uniquement dans une section « Liens externes », à la fin de l'article. Ces liens sont à choisir avec parcimonie suivant les règles définies. Si un lien sert de source à l'article, son insertion dans le texte est à faire par les notes de bas de page.
- La présentation des références doit suivre les conventions bibliographiques. Il est recommandé d'utiliser les modèles {{Ouvrage}}, {{Chapitre}}, {{Article}}, {{Lien web}} et/ou {{Bibliographie}}. Le mode d'édition visuel peut mettre en forme automatiquement les références.
- Insérer une infobox (cadre d'informations à droite) n'est pas obligatoire pour parachever la mise en page.

Pour une aide détaillée, merci de consulter Aide:Wikification.
Si vous pensez que ces points ont été résolus, vous pouvez retirer ce bandeau et améliorer la mise en forme d'un autre article.
 (avril 2021).
Pour les articles homonymes, voir BGF.
Le Brussels Games Festival (BGF) est le premier festival de jeux estival de Bruxelles consacré au jeu sous toutes ses formes et ouvert gratuitement à toutes et à tous. Créé en 2013, le festival se tient annuellement pendant 3 jours le dernier week-end du mois d’août. 

## Description
Le Brussels Games Festival (BGF) est un festival de jeux gratuit et accessible à tout public organisé annuellement pendant 3 jours le dernier week-end du mois d’août au Parc du Cinquantenaire à Bruxelles sur une surface de 40 000 m2 par l’ASBL Ludiris.
En 2019, 21 animations et 16 tournois ont été organisées ainsi que d'autres activités telles qu'une Protozone avec 24 prototypes de jeux, une Nuit du Jeu, une Bourse aux Jeux, un repair café, etc. Par ailleurs, des jeux issus de la BGThèque (ludothèque du BGF) étaient mis librement à la disposition du public durant tout le festival. Enfin, 75 maisons d’éditions et de distributions de jeu ainsi que près de 50 ludothèques, associations, clubs et boutiques ont été présentes lors du week-end.

## Historique
Le Brussels Games Festival (BGF) est né de la volonté de divers partenaires actifs dans l’animation socioculturelle de poursuivre l’expérience des « 24h du jeu », créées en septembre 2012 à la Tentation dans le cadre du Festival Checkpoint, un événement artistique et pluridisciplinaire placé sous le signe de la « rencontre ».

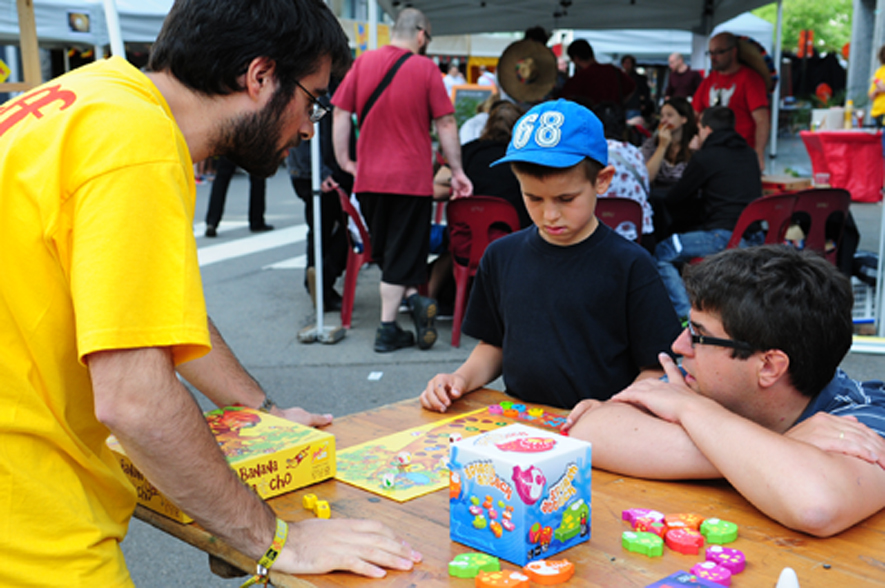
Photo de l'une des tables de jeux lors de la première édition du Brussels Games

Implantée dans le quartier Notre-Dame-aux-Neiges, à proximité du Cirque Royal, la version inaugurale de 2013, préparée en trois mois, a rassemblé environ 2 500 personnes pour 32h de jeux en continu. À la suite de cela, une structure autonome chargée de la gestion et de l’organisation du festival est fondée le 15 octobre 2013. C’est l’ASBL Ludiris qui réunit l’ensemble des premiers partenaires.
En 2014, la surface d’exposition a été doublée pour la seconde édition du BGF qui durait cette fois-là 3 jours en raison du long week-end de l’Assomption (vendredi 15 août). Près de 4.500 festivalières et festivaliers ont ainsi eu la possibilité de jouer, d’autant plus que le Brussels Games Festival organisait aussi sa première Bourse aux Jeux.
La troisième édition qui s’est tenue le samedi 15 et le dimanche 16 août 2015 avait rassemblé plus de 10 000 personnes. Ses différentes éditions sont prises en considération par les actrices et acteurs du secteur de sorte que son équipe d’organisation est invitée à d’autres événements comme la Made in Asia (MIA)/salon YouPlay depuis 2016.
Après ces trois premières éditions, de nombreux changements se sont opérés en 2016 : le BGF a désormais lieu le dernier week-end du mois d’août. Faute de possibilité d’expansion dans la rue de l’Enseignement et le quartier alentour, le festival a été délocalisé au Parc du Cinquantenaire. Couvrant une superficie de 40 000 m2, le festival transforme les allées du parc, au pied de l’arc de triomphe et dans le prolongement du Hall Bordiau, en une immense plaine de jeux. Une protozone était déjà organisée chaque année et permettait aux créatrices et créateurs de faire tester leurs nouveaux jeux ainsi qu’aux maisons d'édition de découvrir de futures nouveautés. Mais à partir de 2016 le public avait la possibilité de voter pour les différents prototypes afin de décerner le « Meeple-Pis d’or » à leur coup de cœur. Enfin, le Brussels Games Festival décide de mettre pour chaque future édition une thématique à l’honneur et de créer un magazine (BGF Mag). Le thème de l’Accessibilité sera celui de la quatrième édition.

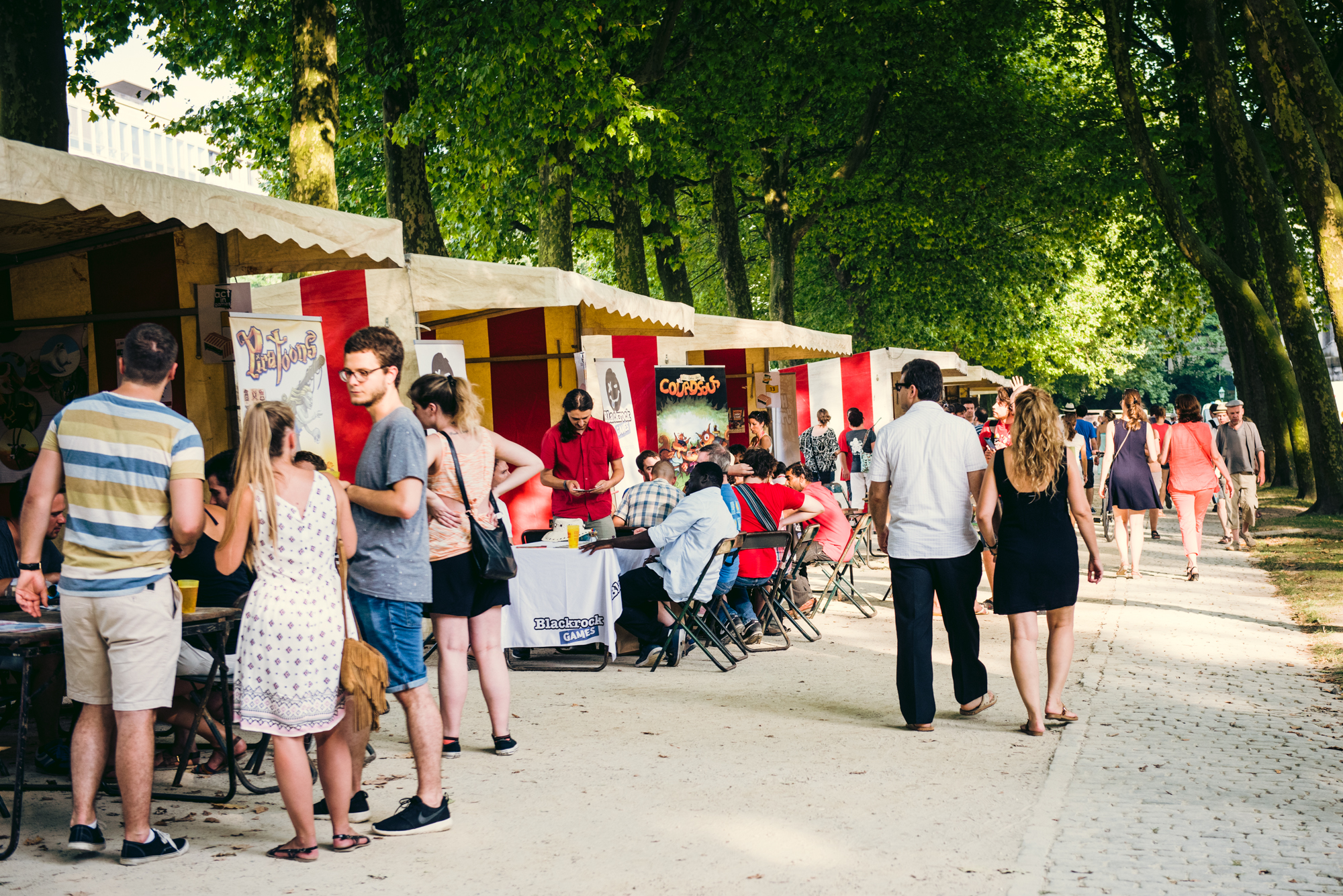
Photo d'une allée des stands des exposants lors de la quatrième édition du Brussels Games Festival au Parc du Cinquantenaire

Pour la cinquième édition, ce sont près de 13 000 personnes qui se rendront au Parc du Cinquantenaire et ses différents stands de maisons d’édition, de distribution, de boutiques, etc. À nouveau, le comité d’organisation sera à nouveau présent dans d’autres événements tels que la Foire du Livre de Bruxelles et organisera annuellement des après-midis jeux les dimanches d’été dans le cadre du Vaux-hall Summer.
Depuis 2018, le BGF dure 3 jours, du vendredi au dimanche.
En 2020, l’édition est annulée en raison de la pandémie mondiale due au coronavirus. Une version “on tour” a alors été créée avec la participation de plusieurs boutiques, associations, etc. bruxelloises qui ont pu ouvrir afin de jouer en présentiel dans le respect des règles sanitaires. De plus, l’équipe d’organisation avec le soutien de différentes associations et maisons d’édition ludique ont préparé une version virtuelle permettant de participer à l’événement depuis chez soi.

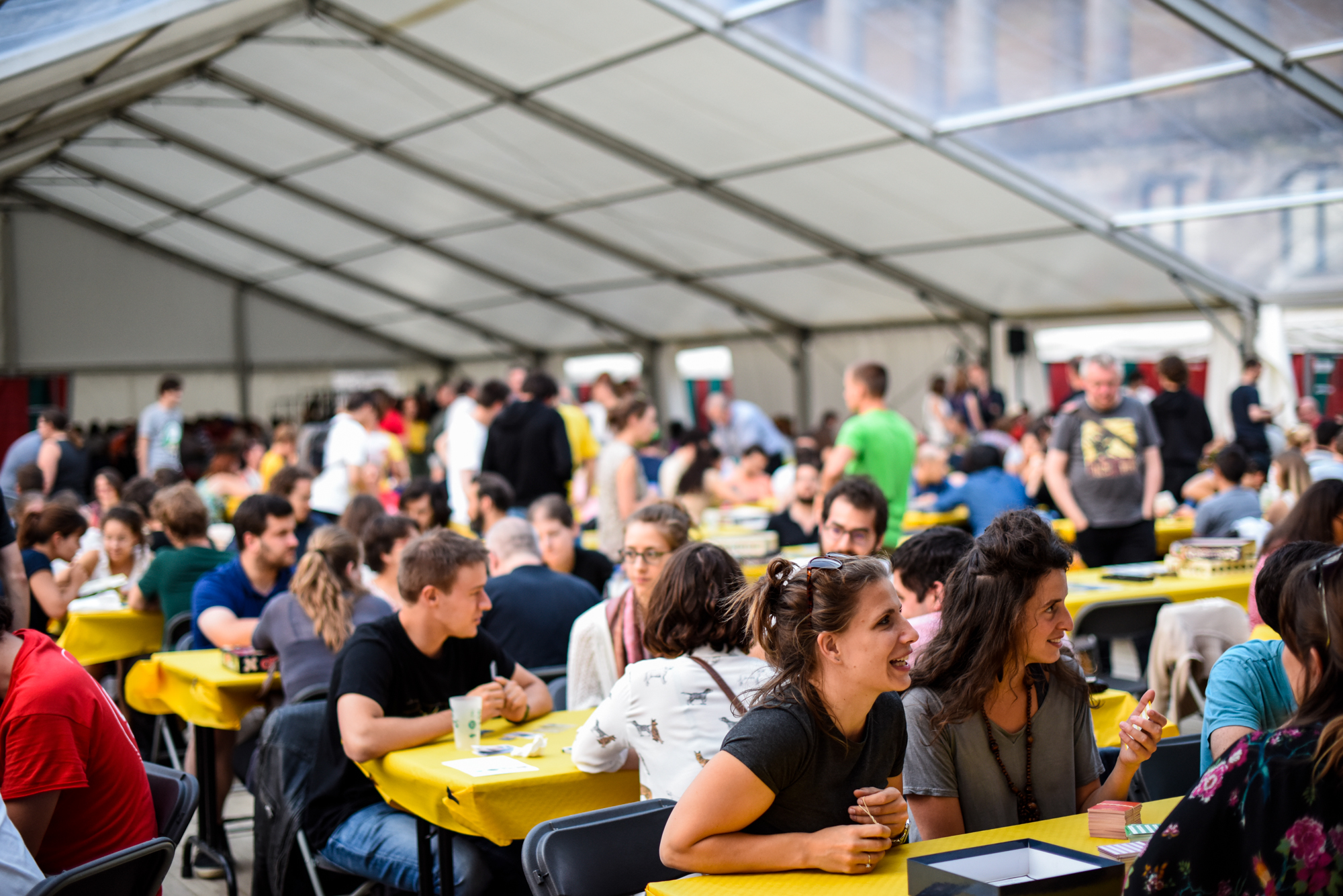
Photo de l'espace de jeu lors de la cinquième édition du Brussels Games Festival

## Protozone & Meeple-Pis d'Or
Dès les débuts du festival, il était possible aux autrices et auteurs de jeux non édités de présenter leurs créations au public dans un espace qui leur est dédié le samedi et dimanche.
Depuis 2016, le public a la possibilité de voter pour leur prototype coup de cœur permettant à sa conceptrice ou son concepteur d’obtenir le Meeple-Pis d’Or ainsi que la possibilité de présenter sa création au ProtoLab du Festival International des Jeux (FIJ) de Cannes. Le Meeple-Pis est la mascotte du BGF, un mélange entre le Manneken-Pis, symbole de Bruxelles, et un meeple, l’emblème des jeux de sociétés modernes.

### Meeple-Pis d’Or
- 2016 : Altigen, de Brian Angeli[32]
- 2017 : Ancestor, de Eric Labouze[33] (édité sous le nom de Genesia par Citizen Game et Super Meeple et illustré par Fabrice Weiss et Alexei Iakovlev[34])
- 2018 : The Last Scavenger, de Guillaume Sanchez et Tom Dabrowski[35]
- 2019 : Pollen Wars, de Axel Kremer[36]

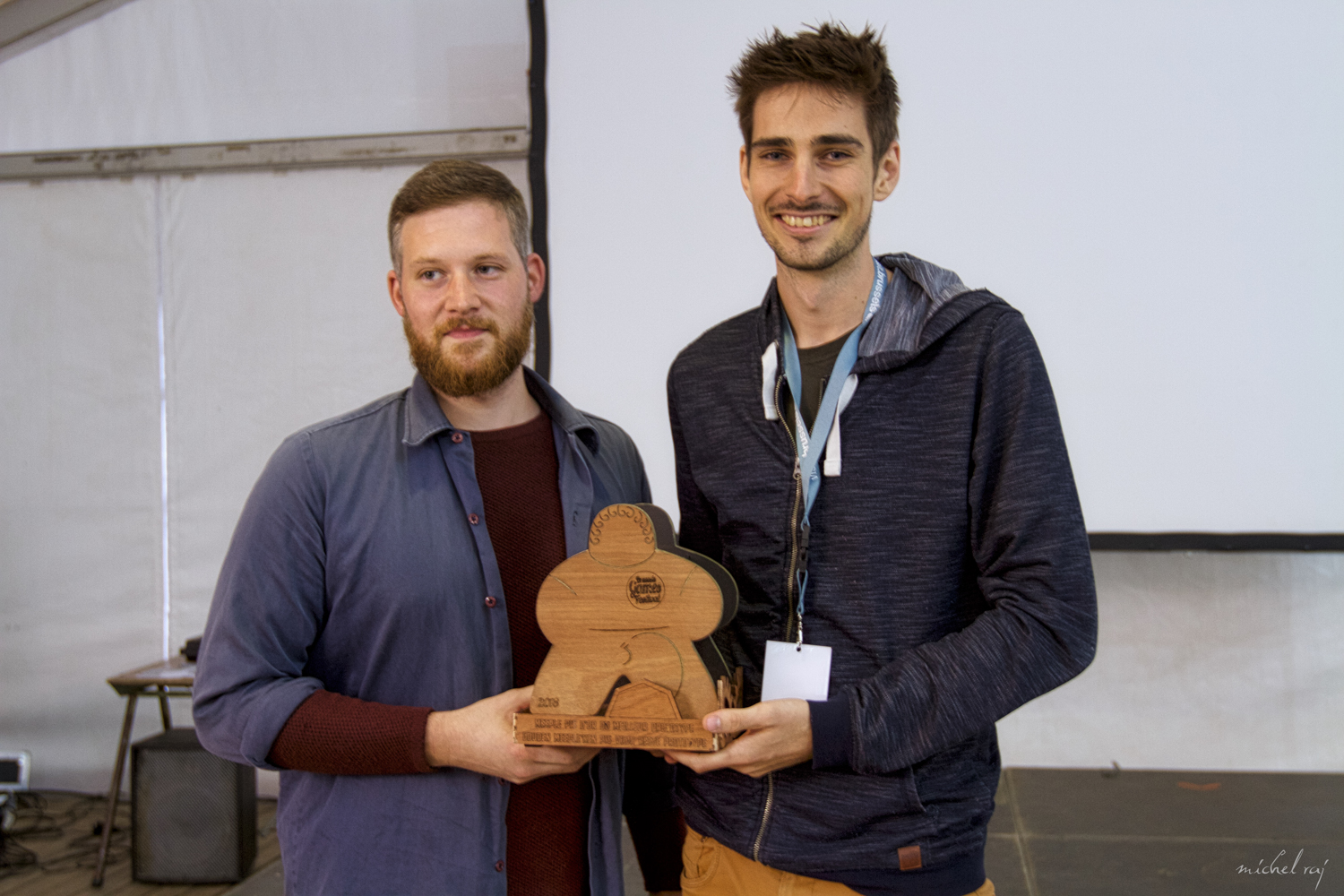
Tom Dabrowski (à gauche) et Guillaume Sanchez (à droite), lauréats du Meeple-Pis d'Or (prix du public) lors de la sixième édition du Brussels Games Festival pour leur prototype "The Last Scavenger"

- 2024 : Square, de Alix Leroux

## Culture
Depuis 2016, une thématique est mise annuellement en avant et celle-ci est alors le thème central du magazine auto-édité : le BGF Mag. Il s’agit d’un magazine réflexif réalisé dans une démarche d’éducation permanente et centré sur le jeu et ses conséquences sociétales édité par le Pôle Culture du festival. On y retrouve des pratiques, témoignages et analyses de différentes actrices et acteurs du secteur ludique ainsi que des jeux et un guide des sorties ludiques.
Thématique par année : 
- 2016 : L’accessibilité au jeu et par le jeu[21]
- 2017 : Les jeux de la diversité[39]
- 2018 : Jouer pour apprendre, apprendre à jouer[40]
- 2019 : Eco-responsable & more… Jeux, écologie et développement durable[41]

Autour de ces thématiques, sont organisées des forums (espaces d’échanges et de partages collaboratifs autour d’outils et de bonnes pratiques) et d’autres activités dans un espace qui leur est dédié ainsi que des projets, comme celui de la Game Jam de 2017 pour lequel le public était invité à inventer des jeux sur le thème de la diversité. 

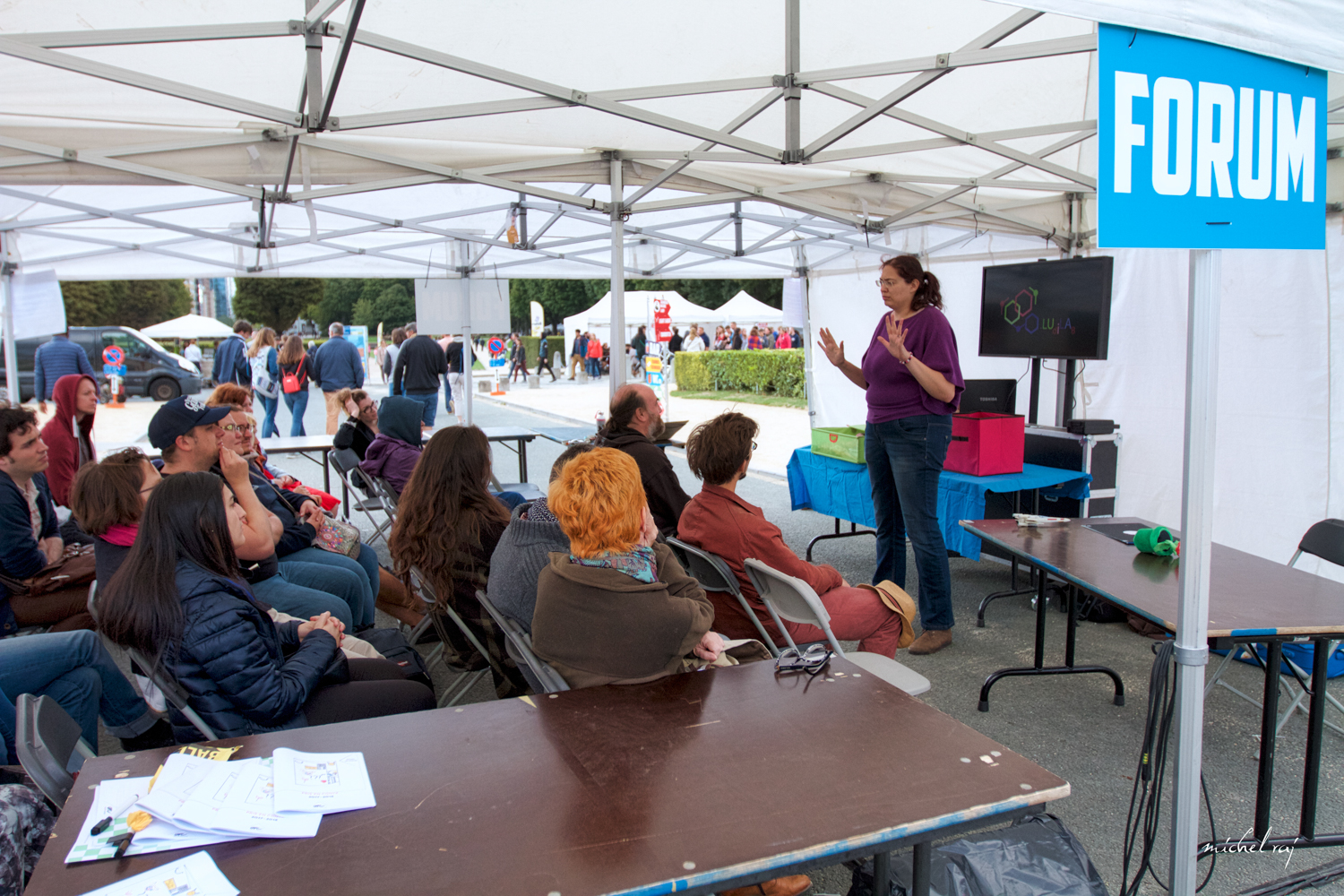
Photo de l'un des forums de la sixième édition du Brussels Games Festival

Le BGF et ses partenaires réalisent aussi des reportages pour mettre en avant les actrices et acteurs du monde ludique. Ceux-ci ont débouché sur la création de deux labels : le premier créé en 2015 et nommé “Made in Brussels” se focalise sur la région bruxelloise tandis que le second créé en 2018 se nomme “Made in Belgium” et élargit le périmètre à la Wallonie et la Flandre.

## Nuit du Jeu
L’une des spécificités du festival, et ce depuis ses débuts, est la nuit du jeu. En soirée, une fois que les stands sont fermés, il est en effet possible de jouer sous un chapiteau jusqu’à la réouverture des stands le lendemain matin. Ainsi, il est possible au BGF de jouer pendant 32h en continu.

## Bourse aux Jeux
Depuis la deuxième édition, une bourse aux jeux est organisé. Celle-ci favorise le recyclage des jeux, permet à certains de s’en procurer à moindre prix et à d’autres de trouver des jeux qui ne sont plus édités. En effet, l’écologie et l’accessibilité sont des points mis en avant par les organisateurs.

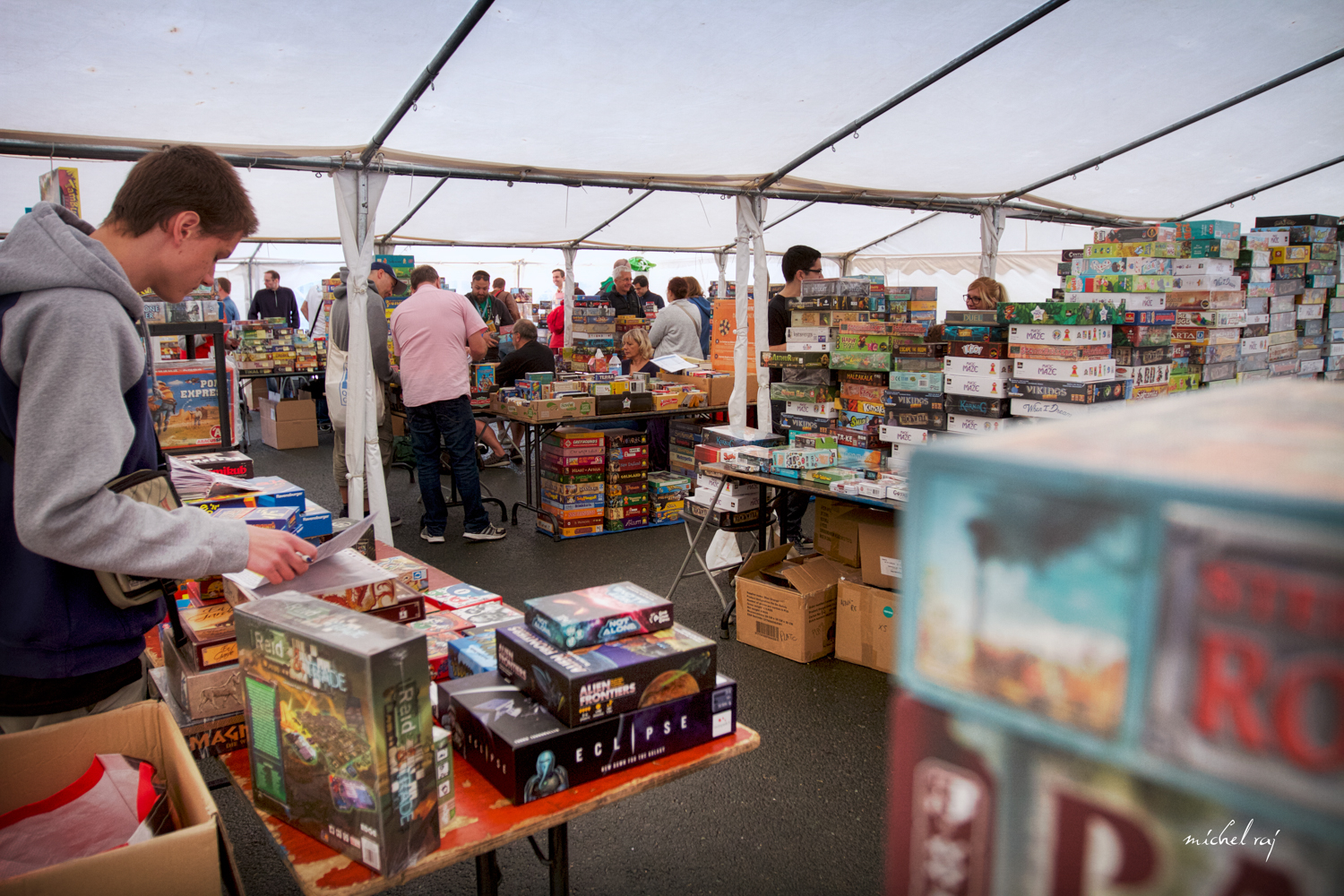
Photo de la Bourse aux jeux de la sixième édition du Brussels Games Festival

## Maisons d'édition et de distribution
Plusieurs maisons d’édition et de distribution participent au festival. Ci-dessous une liste non exhaustive de ces institutions ayant participé au Brussels Games Festival :
- 4Univers
- Act in Games
- Aliadys
- Art of Games
- Asmodee Éditions
- Atalia
- Black Box Adventures
- Blue Cocker
- Blue Orange
- Bombyx (éditeur)
- Cat’s Family
- Cereball
- Cocktailgames
- Cube Your Life
- Days of Wonder
- Discovery
- Djeco
- Don’t Panic Games
- DTDA Games
- Éditions du Hibou
- Éditions Fika
- Explor8
- Flip Flap Editions
- Game Brewer
- GDM Games
- Geek Attitude Games
- Geronimo
- Gigamic
- Hellion Cat Studio
- Helvetiq
- Iello
- Igiari
- Intrafin
- JeuPRO
- Jeux Opla
- L’École des loisirs
- La Haute Roche
- La Pachamama
- Le Droit de Perdre
- Le Scorpion masqué
- Le tour d’Afrique
- Libellud
- Lubee Edition
- Ludarden
- Lui-même
- Multifaces Editions
- Mythic Games
- Oika Oika Belgique
- OPPI
- Origames
- Paille éditions
- Pearl Games
- Pétard Troll
- Prétexte SAS Edition
- Purple Brain
- Queen Games
- Quined Games
- Repos Production
- Researchista
- Schmeta Games
- Sit Down !
- Smart Toys & Games
- Sorry We Are French
- Space Cowboys & Space Cow
- Super Meeple
- Sweet November
- The Belgian Beers Race
- The Freaky 42
- Thomas Planète
- Tomber à Pique
- Toutilix
- Weelingua Éditions
- YogaKiddy
- Yoka by Tsume
- Zébulon Editions

## BGF on tour
En raison de la crise sanitaire due au COVID-19, la 8e édition du Brussels Games Festival a été annulée. Mais l’impossibilité de rassembler autant de personnes dans un même lieu n’a pas empêché le festival de se réinventer d’une nouvelle façon dite : « on tour ».
En effet, le week-end du 28 au 30 août 2020, le public avait la possibilité de se rendre dans différents endroits ludiques de Bruxelles pour jouer dans le respect des mesures sanitaires. Plusieurs boutiques et Escape Rooms ont aussi participé à l’événement et de nombreuses activités étaient organisées (bourse aux jeux, dédicace de Théo Rivière, etc.). Mais pour rendre possible la participation du plus grand nombre au festival, celui-ci comportait aussi une partie virtuelle avec plusieurs Lives, des jeux en ligne, la possibilité de tester des prototypes sur différentes plateformes, une aventure virtuelle et un tournoi.